# محافظة ليبرالية

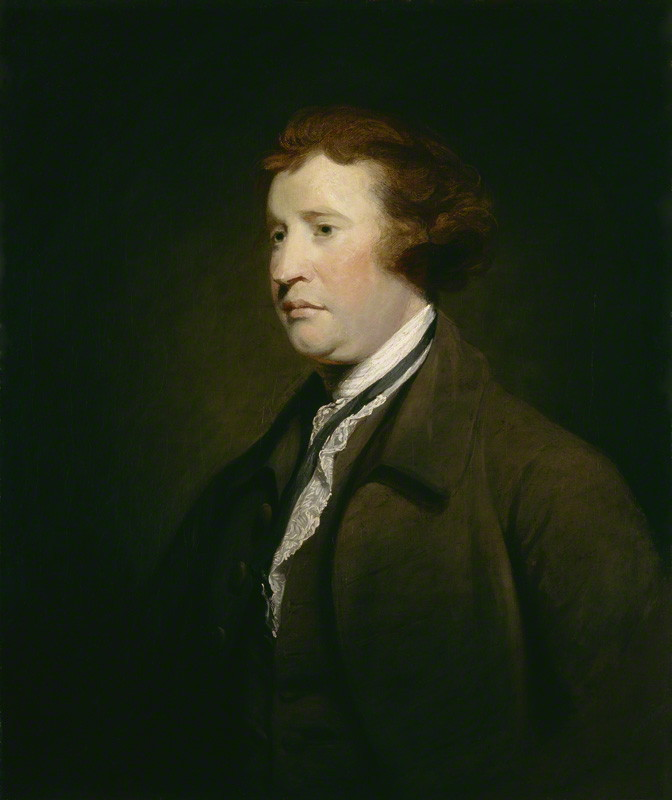
إدموند بيرك 1771

المحافظة الليبرالية هي أيديولوجيا سياسية تجمع بين السياسات المحافظة والمواقف الليبرالية، ولا سيما فيما يتعلق بالقضايا الاقتصادية والاجتماعية والأخلاقية، أو نوع من التيارات السياسية المحافظة المتأثرة بشدة بالليبرالية.                                
تجسّد النزعة المحافظة الليبرالية الرُؤى الليبرالية الكلاسيكية مع الحد الأدنى من التدخل الحكومي في الاقتصاد، وتنص على أنه يجب أن يكون للأفراد حرية المشاركة في السوق وبناء الثروة دون تدخل الحكومة. مع ذلك، يرى المحافظون الليبراليون أيضًا أن الأفراد لا يمكن الاعتماد عليهم تمامًا في التصرف بمسؤولية في مجالات الحياة الأخرى؛ لذلك يعتقد المحافظون الليبراليون أن وجود دولة قوية أمر ضروري لضمان القانون والنظام، وهناك حاجة إلى المؤسسات الاجتماعية لتعزيز الشعور بالواجب والمسؤولية لدى البلاد. يرون أنها تدعم الحريات المدنية أيضًا، إلى جانب بعض المناصب المحافظة الاجتماعية. في أوروبا، تمثل المحافظة الليبرالية الشكل السائد للتيار المحافظ المعاصر وسياسات وسط اليمين.

## نظرة عامة والتعاريف والاستخدام
انطوى مفهوما «المحافظة» و«الليبرالية» معانٍ مختلفة على مر الزمن والقرون المختلفة، إذ استُخدم مصطلح «المحافظة الليبرالية» بطرق مختلفة تمامًا. عادة ما يتناقض مع «المحافظة الأرستقراطية» التي تعتبر مبدأ المساواة شيئًا يتعارض مع الطبيعة الإنسانية، وتؤكد بدلاً من ذلك على فكرة عدم المساواة الطبيعية. نظرًا لتبني المحافظين في البلدان الديمقراطية لسياسات ليبرالية نموذجية مثل سيادة القانون والملكية الخاصة واقتصاد السوق والحكومة التمثيلية الدستورية، أصبح العنصر الليبرالي للمحافظة الليبرالية بين المحافظين بالتراضي. في بعض البلدان (مثل المملكة المتحدة والولايات المتحدة)، أصبح مصطلح «المحافظة الليبرالية» يُفهم ببساطة على أنه «محافظ» في الثقافة الشعبية، ما دفع بعض المحافظين الذين اعتنقوا القيم الليبرالية الكلاسيكية بقوة إلى تسمية أنفسهم الليبرتاريين بدلاً من ذلك. ومع ذلك، هناك اختلافات بين الليبراليين الكلاسيكيين والليبرتاريين.
غالبا ما يجمع المحافظون في الولايات المتحدة بين الفردانية الاقتصادية لليبراليين الكلاسيكيين مع نموذج «بيرك» للسياسة المحافظة الذي يؤكد على التفاوتات الطبيعية بين الرجال، وعقلانية السلوك البشري باعتباره أساسًا للدافع الإنساني للنظام والاستقرار، ورفض الحقوق الطبيعية بصفتها أساسًا للحكومة. ومع ذلك، من وجهة نظر مختلفة، عزز المحافظون الأمريكيون «مزيج من التيار المحافظ والليبرالية الكلاسيكية» ثلاثةَ مبادئ للمحافظين البيركيين (تابعين لنموذج بيرك)، وهي: النزعة نحو سلطة الدولة، وتفضيل الحرية على المساواة، والوطنية مع رفض المبادئ الثلاثة المتبقية، وهي الولاء للمؤسسات التقليدية والتسلسلات الهرمية، والتشكيك بالتقدم والنخبوية. بالنتيجة، لا يُستخدم مصطلح «المحافظة الليبرالية» في الولايات المتحدة. ثاءبت «الليبرالية الحديثة» الأمريكية أن تكون مختلفة تمامًا عن الليبرالية الأوروبية محتلةً وسط اليسار للطيف السياسي، على عكس العديد من الدول الأوروبية حيثما تكون الليبرالية في كثير من الأحيان أكثر ارتباطًا بيمين الوسط، وتشكل الديمقراطية الاجتماعية جزءًا كبيرًا من وسط اليسار. والعكس هو الصحيح في أمريكا اللاتينية، إذ يندرج وصف التيار المحافظ الليبرالي الاقتصادي تحت عنوان النيوليبرالية في الثقافة الشعبية والخطاب الأكاديمي على حد سواء.
من جانبهم، وعبر تبنيهم مبادئ السوق الحر والليبرالية، كان بالإمكان تمييز المحافظين الليبراليين الأوروبيين بوضوح عن أولئك الذين يحملون وجهات نظر محافظة وطنية، و/أو محافظة اجتماعية بشكل كامل، و/أو شعبوية صريحة، ناهيك عن الموقف الشعبوي اليميني. أن يكون الشخص ليبراليًا يعني غالبًا أن يتضمن التأكيد على اقتصاديات السوق الحر والإيمان بالمسؤولية الفردية جنبًا إلى جنب مع الدفاع عن الحقوق المدنية ودعم دولة الرفاهية المحدودة. بالمقارنة مع الأعراف السياسية الأخرى في وسط اليمين، مثل الديمقراطية المسيحية، يُعتبر المحافظون الليبراليون أقل تقليدية وأكثر ليبرالية من الناحية الاقتصادية، ويفضلون الضرائب المنخفضة والحد الأدنى من تدخل الدولة في الاقتصاد.
تمكن ملاحظة بعض المتغيرات والخصائص الإقليمية:
- في معظم مناطق أوروبا الوسطى وأوروبا الشمالية الغربية، ولا سيما في الدول الجرمانية والبروتستانتية التقليدية، بالإضافة إلى المملكة المتحدة وبلجيكا أيضًا، ما زالت الفجوة قائمة بين المحافظين الليبراليين (بما في ذلك الديمقراطيون المسيحيون) والليبراليين (بما في ذلك الليبراليون المحافظون والليبراليون الاجتماعيون).
- في معظم البلدان النوردية، يشكل المحافظون الليبراليون والديمقراطيون المسيحيون والليبراليون عائلات سياسية متميزة ولكل منهم حزبهم الخاص.
- في معظم البلدان التي تتحدث اللغات الرومانسية وحيثما تكون الكاثوليكية أو حيثما كانت مهيمنة، وفي اليونان أيضًا، لاقت الحركات المحافظة الليبرالية، التي تضم في الغالب الديمقراطيين والليبراليين المسيحيين، المزيد من الاهتمام، وربما فُهِم مصطلحا «المحافظة» و«الليبرالية» على أنهما مترادفان.

بالتالي، على المستوى الأوروبي، ينتمي الديمقراطيون المسيحيون ومعظم المحافظين الليبراليين إلى حزب الشعب الأوروبي، بينما ينتمي الليبراليون (بما في ذلك الليبراليون المحافظون والاجتماعيون) إلى حزب تحالف الليبراليون والديمقراطيون من أجل أوروبا (حزب ألدي، أو ALDE).
ضمن هذا السياق، أصبح تقريبًا من الصعب بمكان تمييز بعض الأحزاب المسيحية الديمقراطية التقليدية (مثل الحزب الديمقراطي المسيحي الفلمنكي في بلجيكا، وحزب النداء الديمقراطي المسيحي في هولندا، والاتحاد الديمقراطي المسيحي في ألمانيا وحزب الشعب في النمسا) عن غيرها من الأحزاب المحافظة الليبرالية. من ناحية أخرى، لم تتبنَ الأحزاب المحافظة الليبرالية الجديدة -مثل الديمقراطية الجديدة في اليونان، والحزب الديمقراطي الاجتماعي في البرتغال، وحزب الشعب في إسبانيا، وحزب فورزا إيطاليا /وحزب شعب الحرية في إيطاليا، وحزب الاتحاد من أجل حركة شعبية /وحزب الجمهوريون في فرنسا ومعظم أحزاب وسط اليمين من البلدان التي انتمت ذات يوم إلى الكتلة الشرقية ويوغوسلافيا سابقًا- التسميات التقليدية؛ إذ إن أيديولوجياتهم أيضًا مزيج من التيار المحافظ والديمقراطية المسيحية والليبرالية.
في الحوار الأوروبي الحديث، تشمل «المحافظة الليبرالية» عادة وجهات نظر سياسية من وسط اليمين الرافضة إلى حد ما التيار المحافظ الاجتماعي. يرتبط هذا الموقف أيضًا بدعم النماذج المعتدلة لشبكة الأمان الاجتماعي وحركة حماية البيئة (انظر أيضًا محافظة خضراء وليبرالية خضراء). اعتنق المحافظون في البلدان النوردية (حزب التجمع المعتدل في السويد، وحزب المحافظين في النرويج وحزب الائتلاف الوطني في فنلندا) هذا التنوع في «المحافظة الليبرالية»، وقد كانوا يتصدون لمنافسة الشعوبيين اليمينيين دون تضمين الديمقراطيين المسيحيين، وفي بعض الأحيان، حزب المحافظين. في مقابلة بعد وقت قصير من توليه منصب رئيس الوزراء في عام 2010، قدم ديفيد كاميرون نفسه على أنه «مُحافظ ليبراليّ». خلال أول خطاب له أمام مؤتمر للحفلات في عام 2006، عرّف كاميرون هذا على أنه إيمان بالحرية الفردية وحقوق الإنسان، لكنه أبدى شكوكًا حول «مخططات كبرى لإعادة تشكيل العالم».